# أمل بوسعادة
أمل بوسعادة، هو نادي رياضي جزائري تأسس رسمياً سنة 1941 في مدينة بوسعادة التابعة لولاية المسيلة، يلعب الفريق حالياً ضمن الرابطة ما بين الجهات لكرة القدم.
ألوان فريق أمل بوسعادة هي الأخضر والأبيض وهو أبرز فرق ولاية المسيلة وثاني أقدم نادي في الولاية بعد وفاق المسيلة الذي تأسس قبل الأمل بأربع سنوات. وقد تاسس فريق أمل بوسعادة بعد دمج فريقين هما نجم بوسعادة و أولمبي بوسعادة, ورغم أن فكرة الدمج وإنشاء نادي جديد في المنطقة كانت في اواخر سنة 1940 إلا أن الفكرة لم تجسد في الميدان وبشكل رسمي سوى سنة 1941 وهو تاريخ تأسيس نادي أمل بوسعادة الذي أصبح الممثل الوحيد للمدينة في أقسام النخبة. ويعرف النادي باللغة الأجنبية اختصاراً تحت اسم ABS.

## قائمة الفريق
- مزيان لياس (حارس)
- رجم فيصل (حارس)
- عبد اللاوي خليل (دفاع)
- باخى زيان (دفاع)
- بلعربي سيد أحمد (دفاع)
- بوكاف عادل (دفاع)
- بودن مهدى فارس (دفاع)
- بوتريعة عمار (دفاع)
- ذبيح شعيب (دفاع)
- مدور يزيد (دفاع)
- زازغاد محمد لمين (دفاع)
- عباز عبد الكريم (وسط)
- بلغربي عبد الواحد (وسط)
- بلواضح سعد (وسط)
- بن طالب لخضر (وسط)
- براهيمى بلقاسم (وسط)
- قشة (وسط)
- حيرش سيد علي (وسط)
- كاب علي لمين (وسط)
- خليل عدة (وسط)
- قريشي خليل (وسط)
- نوارة شعيب (وسط)
- طبال عادل (وسط)
- زكوان لخضر (وسط)
- بوخاري ياسين (هجوم)
- القرنازي إبراهيم عمران (هجوم)
- لعراف سفيان (هجوم)
- تاتام إسلام (هجوم)[1]